# Cornemont
Cornemont is een gehucht in de gemeente Sprimont, in de Belgische provincie Luik. Het ligt aan de N678 tussen Sprimont en Louveigné, vlakbij afslag 45 van de snelweg E25. Voor de gemeentelijke herindeling van 1977 behoorde Cornemont tot de gemeente Louveigné. Tussen Cornemont en de N678 ligt een bedrijventerrein.

## Wielrennen
In het wielrennen is het gehucht bekend van de beklimming Côte de Cornemont. De beklimming start in Remouchamps in het dal van de Amblève en gaat eerst over de N666 en draait na zo'n twee kilometer linksaf richting het gehucht Hotchamps, waar het een stuk steiler wordt. De volledige klim is ruim 5 kilometer lang en heeft een gemiddeld stijgingspercentage van 3,5 procent, met een maximum van bijna 7 procent. De Côte de Cornemont wordt vanaf 2023 regelmatig opgenomen in de wielerklassieker Luik-Bastenaken-Luik en wordt dan beklommen na La Redoute en voor de Côte des Forges. Op de top van de Redoute gaat men niet meer linksaf naar Sprimont, maar rechtsaf naar Hotchamps, waar men halverwege de Côte de Cornemont opdraait. De klim is in het parcours niet aangeduid als beklimming, maar vanwege zijn ligging op zo'n 30 kilometer van de finish, speelt hij wel vaak een cruciale rol.
Côte de Saint-Roch · Col de Haussire · Côte de Mont-le-Soie · Côte de Wanne · Côte de Stockeu · Côte de la Haute-Levée · Col du Rosier · Côte de Desnié · Côte de la Redoute · Côte de Cornemont · Côte des Forges · Côte de la Roche-aux-Faucons

Voormalige beklimmingen: Côte de Ny · Côte de la Roche-en-Ardenne · Côte de la Vecquée · Côte du Maquisard · Mont Theux · Côte de Sprimont · Côte de Colonster · Côte du Sart-Tilman · Côte de Saint-Nicolas · Côte de la Rue Naniot · Ans
Deelgemeenten: Dolembreux · Gomzé-Andoumont · Louveigné · Rouvreux · Sprimont

Overige kernen: Andoumont · Cornemont · Damré · Florzé · Gomzé · Lincé · Ogné · Presseux · Rivage

Belgische gemeenten · arrondissement Verviers · provincie Luik · Wallonië